# Das Grab der blutigen Mumie
Das Grab der blutigen Mumie (Originaltitel: Blood from the Mummy’s Tomb) ist ein Horrorfilm der britischen Hammer Film Productions Ltd. aus dem Jahr 1971. Regie führte Seth Holt, die Hauptrollen spielten Andrew Keir und Valerie Leon. Der Film basiert auf dem Roman Die sieben Finger des Todes des Dracula-Autors Bram Stoker aus dem Jahr 1903.

## Handlung
Nach langer Suche entdeckt ein Archäologenteam unter der Leitung von Prof. Julian Fuchs und seinem Assistent Corbeck das Grabmal der altägyptischen Königin Tera, auch die „Königin der Dunkelheit“ genannt. Sie hoffen, mit ihrer Hilfe dem Geheimnis des ewigen Lebens auf die Spur zu kommen, da sie selbst nach dreitausend Jahren noch immer nicht verwest ist und aussieht, als würde sie nur schlafen. Abgesehen vom skrupellosen Corbeck bekommt die Gruppe Zweifel, da Tera damals lebendig begraben wurde und man ihr als Zeichen, dass sie über böse Mächte verfügte, die rechte Hand abgetrennt hatte. Schließlich nimmt jeder ein Artefakt aus dem Grabmal mit und die Angelegenheit wird totgeschwiegen.
Zwanzig Jahre später werden sie jedoch von ihrer Entdeckung eingeholt: Tera's Geist ergreift zeitweise Besitz von Margaret, der Tochter von Prof. Fuchs. Sie war in genau dem Augenblick geboren worden, als Julian die Grabkammer geöffnet hatte und sie sieht der schlafenden Tera zum Verwechseln ähnlich. Julian hatte seiner Tochter außerdem einen kostbaren Ring geschenkt, welcher einst Teras Lieblingsschmuck gewesen war. Als Margaret den Ring anlegte, zog sie offensichtlich einen Fluch auf sich. Ein Expeditionsmitglied nach dem anderen stirbt unter geheimnisvollen Umständen und allen wurde das jeweilige Tera-Artefakt abgenommen. Als Corbeck Kontakt zu Margaret aufnimmt, offenbart er ihr, dass eine besondere Sternenkonstellation unmittelbar bevorsteht. Wenn diese eintritt, soll sich ein spirituelles Tor öffnen und die Möglichkeit ist gegeben, Tera mit Hilfe der Artefakte wieder zu erwecken.
Corbeck kann Julian und Margaret schließlich dazu überreden, ihn bei dem Wiedererweckungsritual zu unterstützen. Bevor aber der letzte Satz der Beschwörungsformel ausgesprochen ist, ergreifen sie zwei ägyptische Opferdolche und bringen Corbeck um. Julian hatte herausgefunden, dass seine geliebte Tochter sterben würde, wenn Tera erwacht und ihr Körper wieder hergestellt ist. Corbeck aber wollte mit aller Macht Tera erwecken, ihm war egal, was aus Margaret wird. Trotz der unvollendeten Beschwörung erwacht Tera tatsächlich zum Leben und nutzt ihre Macht, um Prof. Fuchs zu töten. Die dabei freigesetzten, gewaltigen Kräfte bringen das gesamte Gewölbe zum Einsturz. Riesige Gesteinsbrocken begraben sowohl Margaret als auch die Königin der Dunkelheit.
In einem Krankenhaus wird die einzige Überlebende des Einsturzes behandelt. Niemand weiß, wer sie ist, da sie noch nicht wieder bei Bewusstsein ist. Außerdem wurde sie durch die Trümmer entstellt, dass es unmöglich ist, sie zu identifizieren. Und als die Frau aufwacht, hat sie größte Mühen, zu sprechen. Es bleibt ungeklärt, ob Margaret überlebt hat, oder vielleicht doch Königin Tera.

## Entstehung
Ursprünglich wurde Peter Cushing für die männliche Hauptrolle gecastet und hatte bereits einen vollen Tag abgedreht. Er stieg jedoch aus dem Projekt aus, als bei seiner Frau ein Lungenemphysem diagnostiziert wurde. Als Ersatz für Cushing wurde Andrew Keir engagiert.
Regisseur Seth Holt verstarb nach fünf von sechs Wochen Drehzeit an einem Herzinfarkt. Die letzte Woche wurde unter der Regie von Michael Carreras gedreht.
Das Grab der blutigen Mumie hatte ein Budget von £ 200.000 und wurde in den Elstree Studios in Hertfordshire gedreht.

## Synchronisation
Die deutsche Synchronfassung entstand 1989 bei der Hermes Synchron, Berlin. Ronald Nitschke schrieb das Dialogbuch und führte Regie.
| Rolle                         | Darsteller        | Synchronsprecher      |
| ----------------------------- | ----------------- | --------------------- |
| Prof. Julian Fuchs            | Andrew Keir       | Jochen Schröder       |
| Margaret Fuchs / Königin Tera | Valerie Leon      | Cornelia Meinhardt    |
| Corbeck                       | James Villiers    | Harry Wüstenhagen     |
| Geoffrey Dandbridge           | Hugh Burden       | Peter Schiff          |
| Prof. Berrigan                | George Coulouris  | Robert Dietl          |
| Tod Browning                  | Mark Edwards      | Hubertus Bengsch      |
| Helen Dickerson               | Rosalie Crutchley | Barbara Ratthey       |
| Dr. Putnam                    | Aubrey Morris     | Friedrich G. Beckhaus |

## Kritiken
- Lexikon des internationalen Films: „Englische Archäologen öffnen die Grabkammer der ‚Königin der Dunkelheit‘ … und eine Kette von mysteriösen und schrecklichen Ereignissen nimmt ihren Lauf. Mäßige Variante des Grabraub-Stoffes mit einigen bemüht erotischen Motiven.“[2]

## Neuverfilmungen
- 1980: Das Erwachen der Sphinx (The Awakening) mit Charlton Heston
- 1997: Bram Stoker’s Legend of the Mummy (Legend of the Mummy) mit Louis Gossett Jr.

## Verschiedenes
- Ursprünglich wurde der Film den Regisseuren Peter Duffell und Gordon Hessler angeboten, beide lehnten jedoch ab oder waren bereits anderweitig verpflichtet.

- Für die britische Kinofassung wurde von der BBFC die Szene, in der Prof. Berrigan von einem Krankenpfleger mit einem Schlagstock bedroht wird, herausgeschnitten, da es zu dieser Zeit heftige Proteste wegen publik gewordener Misshandlungen von geistesgestörten Patienten gab.

- Der Name eines der Protagonisten, Tod Browning, ist eine Hommage an den Regisseur Tod Browning, der 1931 den Horror-Klassiker Dracula inszenierte.